# Ølsted (Hedensted)
Ølsted is een plaats in de Deense regio Midden-Jutland, gemeente Hedensted, en telt 914 inwoners (2008).